# 白鹤藤
白鹤藤（学名：Argyreia acuta）为旋花科银背藤属的植物。分布于印度、老挝、越南以及中国大陆的广东、广西等地，生长于海拔1,600米的地区，多生长于疏林下、路边灌丛及河边，目前尚未由人工引种栽培。

## 别名
白背丝绸、白背绸、白背藤、白背叶（广东、广西） 白牡丹、银背叶、银背藤、绸缎叶（广东） 绸缎藤、白面水鸡、绸缎木叶、女苑、一匹绸（广西）